# Ascenseur pour l’échafaud (Soundtrack)
Ascenseur pour l’échafaud ist ein Jazz-Album von Miles Davis. Es wurde am 4. und 5. Dezember 1957 in Paris aufgenommen und 1958 auf dem Plattenlabel Fontana Records veröffentlicht. Die Musik ist der Soundtrack zu dem Film Fahrstuhl zum Schafott von Louis Malle.

## Vorgeschichte des Albums
Bei einem Paris-Aufenthalt spielte Miles Davis mit dem Quartett von René Urtreger, zu dem die französischen Musiker Barney Wilen und Pierre Michelot sowie der in Paris weilende US-amerikanischen Schlagzeuger Kenny Clarke gehörten, in einem dreiwöchigen Gastauftritt im Club „Saint-Germain“ (aber auch im Pariser „Olympia“ und anschließend im Amsterdamer „Concertgebouw“). Der Regisseur Jean-Paul Rappeneau, ein Jazzfan und zu dieser Zeit Louis Malles Assistent, schlug vor, Miles zu fragen, ob er den Soundtrack zu Malles erstem Spielfilm spielen könne; dabei dachten sie an die Musik des Modern Jazz Quartets, die für Roger Vadims Film Sait-on jamais (Does One Ever Know) einen Monat zuvor aufgenommen wurde. Rappeneau stellt ihn Malle vor, und Miles war einverstanden.
Die Filmmusik stellte „nach Art und Weise der Entstehung eine kühne Neuheit dar“, so Peter Wießmüller in seiner Davis-Biographie, denn Miles und seine Musiker beschränkten sich im Studio während der beiden Sessions am 4. und am 5. Dezember 1957 darauf, frei zu improvisieren, während die Filmszenen vor ihnen auf eine Leinwand projiziert abliefen. „Malle äußerte sich in einem Interview, es hätte keinerlei Aufzeichnungen gegeben, Miles hätte lediglich seine Musiker kurz vor der Aufnahme zum Tempo und zu den Akkorden instruiert. Es heißt, die Aufnahme soll innerhalb von vier Stunden fertiggestellt worden sein.“
Der Soundtrack „machte deutlich, dass sich Miles Davis Instrumentalstil leicht gewandelt hat“. Jetzt benutzte er Dämpfer und improvisierte freie Melodielinien auf harmonischen Grundlagen, die aus wenigen Akkorden bestehen. Viele Titel der Filmmusik bauen lediglich auf einem d-Moll-Akkord und einem C-Dur-Septakkord auf. „Die harmonische Reduktion aufs Wesentliche unterstreicht dabei die Gefühle und Absichten der Protagonisten.“ Davis wusste zudem Polillo zufolge „die Pausen mit größtem Geschick zu nutzen, und sein Instrumentalton war noch ätherischer und raffinierter geworden.“

## Editionsgeschichte
Zehn „motivische Fragmente“ erschienen auf dem Plattenlabel Fontana (662 213-TR), gekoppelt mit Musik von Art Blakeys Jazz Messengers zu dem französischen Film Les Femmes disparaissent. Columbia Records, bei denen Miles Davis regulär unter Vertrag stand, veröffentlichte die gleichen Stücke aus dem Soundtrack auf dem Album Jazz Track. 
Auf Compact Disc erschien die Filmmusik zu Ascenseur Pour L’echafaud mit erweiterter Titelliste und alternativen Takes erstmals 1988 auf Fontana Records. Bekannte Kompositionen wie Generique oder Nuit Sur Les Champs-Élysées wurden auch auf einigen Miles-Davis-Kompilationen wiederveröffentlicht.

## Wirkungsgeschichte
Nach dem Urteil von A. Pollilo „bildet die innerhalb weniger Stunden entstandene gespannte und beunruhigende Musik ... eine höchst wirkungsvolle und überaus passende Untermalung zu dem filmischen Geschehen, die von einem drängenden Rhythmus und einer dauernden Spannung gekennzeichnet war.“ „Die Musik des Films transportiert die Melancholie und die Träume einer jungen, existenzialistisch-desillussionierten Generation.“
Dass auf diese Weise eine so tief aufwühlende Musik entstand, ermutigte Miles Davis, ähnliche Richtungen weiterzuverfolgen, die sich zunächst in Alben wie Milestones (1958) und ein Jahr später in Kind of Blue realisierten.
Alfred Andersch nutzte in seinem 1959 ausgestrahlten Hörspiel Der Tod des James Dean. Eine Funkmontage als Musik die Aufnahmen von Ascenseur pour l’échafaud. Stephan Braese kritisierte 2024 die Art, wie Andersch diese Musik einsetzte. Damit reduziere er „die tiefgreifende Krise der westlichen Gesellschaften seit Kriegsende“, die in seinen eigenen Vorlagen zum Ausdruck komme, in seiner konkreten Montage sehr atmosphärisch auf „das Selbstgefühl der Jugend“; die Figur des James Dean sei dabei für Andersch eine kommerziell verwertbare „Gebärde des Protests.“ Hingegen meint Helmut Böttiger: „Gerade in der Verbindung zwischen dem Mythos James Dean und der vibrierenden Musik von Miles Davis lag jedoch eine gesellschaftliche Sprengkraft.“ Der Kritiker übergehe so die auf die Zukunft gerichtete politische Dimension des Hörspiels.

### Ehrungen
Jazz Track, ein Columbia-Album (CL 1268), das die zunächst veröffentlichten 10 Stücke des Soundtracks und drei Titel des Davis-Sextetts aus dem Mai 1958, enthielt, wurde für den Grammy Award 1959 als beste Jazz-Performance nominiert. Richard Cook und Brian Morton verliehen dem Album in ihrem Penguin Guide to Jazz die Höchstnote von vier Sternen.

## Titelliste
Alle Kompositionen stammen von Miles Davis.
Originalveröffentlichung
1. Générique – 2:45
2. L’Assassinat De Carala – 2:10
3. Sur L’Autoroute – 2:15
4. Julien Dans L’Ascenseur – 2:07
5. Florence Sur Les Champs-Élyseés – 2:50
6. Dîner Au Motel – 3:58
7. Évasion De Julien – 0:53
8. Visite Du Vigile – 2:00
9. Au Bar Du Petit Bac – 2:50
10. Chez Le Photographe Du Motel – 3:50

Bonustracks der Neuveröffentlichung
1. Nuit Sur Les Champs-Élysées (Take 1) – 2:25
2. Nuit Sur Les Champs-Élysées (Take 2) – 5:20
3. Nuit Sur Les Champs-Élysées (Take 3) – 2:47
4. Nuit Sur Les Champs-Élysées (Take 4) – 2:59
5. Assassinat (Take 1) – 2:02
6. Assassinat (Take 2) – 2:10
7. Assassinat (Take 3) – 2:10
8. Motel – 3:56
9. Final (Take 1) – 3:05
10. Final (Take 2) – 3:00
11. Final (Take 3) – 4:04
12. Ascenseur – 1:57
13. Le Petit Bal (Take 1) – 2:40
14. Le Petit Bal (Take 2) – 2:53
15. Séquence Voiture (Take 1) – 2:56
16. Séquence Voiture (Take 2) – 2:16